# Guegue
Guegue é uma aldeia de São Tomé e Príncipe, localiza-se no Distrito de Cantagalo, ilha de São Tomé, próxima às localidades de Penheria e de Monserrate.